# Bahnhof Karakida
Der Bahnhof Karakida (jap. 唐木田駅, Karakida-eki) ist ein Bahnhof auf der japanischen Insel Honshū. Er wird von der Bahngesellschaft Odakyū Dentetsu betrieben und befindet sich in der Präfektur Tokio auf dem Gebiet der Stadt Tama. Der Bahnhof erschließt einen Teil der Planstadt Tama New Town.

## Verbindungen
Karakida ist ein Kopfbahnhof am westlichen Ende der 10,6 Kilometer langen Odakyū Tama-Linie der Bahngesellschaft Odakyū Dentetsu, die in Shin-Yurigaoka von der Odakyū Odawara-Linie abzweigt. Von Karakida aus fahren Nahverkehrs- und Eilzüge bis nach Shinjuku im Zentrum Tokios (fast alle ohne Umsteigen). An Werktagen werden tagsüber sechs bis neun Züge je Stunde angeboten, während der Hauptverkehrszeit zehn bis zwölf. An den Bushaltestellen, die rund um den Bahnhof verteilt sind, halten fünf Linien der Gesellschaften Keiō Bus Minami und Tama City Minibus.

## Anlage
Der Bahnhof liegt an der Grenze der Stadtteile Nakazawa und Karakida. Er ist von Norden nach Süden ausgerichtet und besitzt vier Gleise, von denen drei dem Personenverkehr dienen. Diese liegen an einem Mittelbahnsteig und an einem Seitenbahnsteig, die beide überdacht sind. An der Westseite erstreckt sich ein Betriebsgleis. Über das südliche Ende der Anlage spannt sich das Empfangsgebäude in Form eines Reiterbahnhofs. Die Gleise des Bahnhofs gehen in eine Abstellanlage mit 15 Gleisen über, die sich unmittelbar südlich davon befindet.
Im Fiskaljahr 2019 nutzten durchschnittlich 17.207 Fahrgäste täglich den Bahnhof.

## Bilder

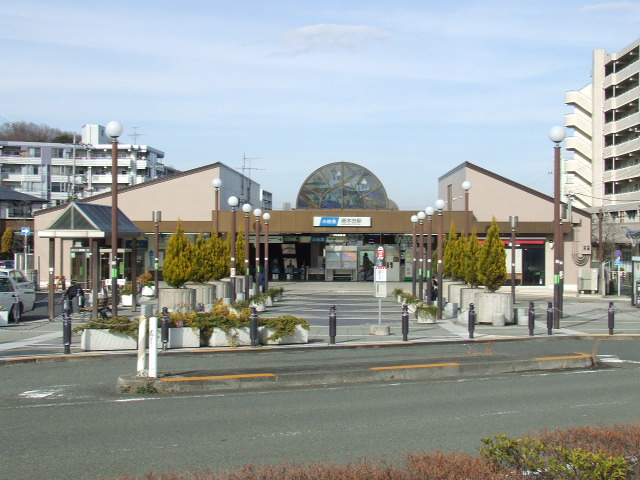
Vorplatz
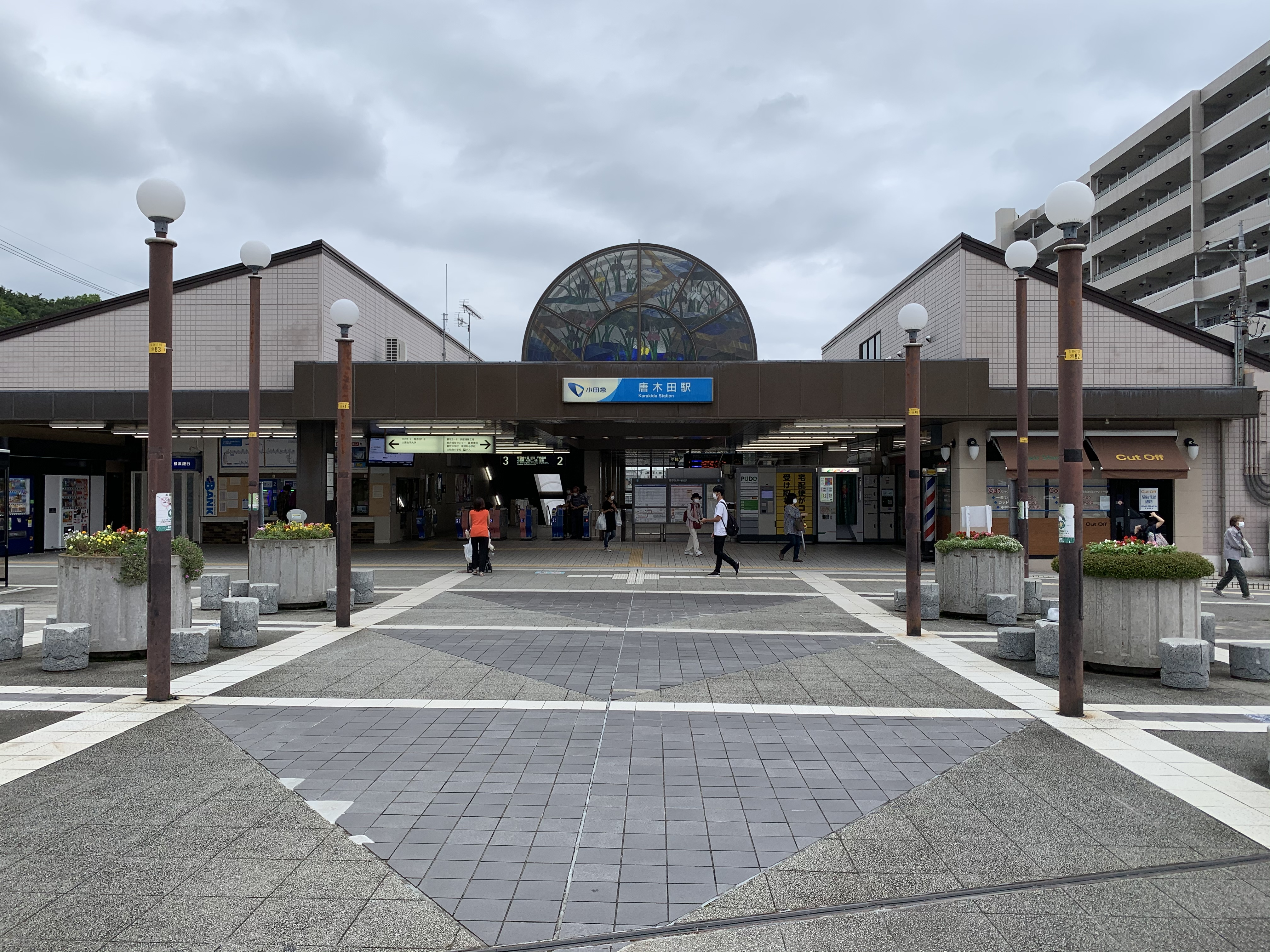
Eingangsbereich
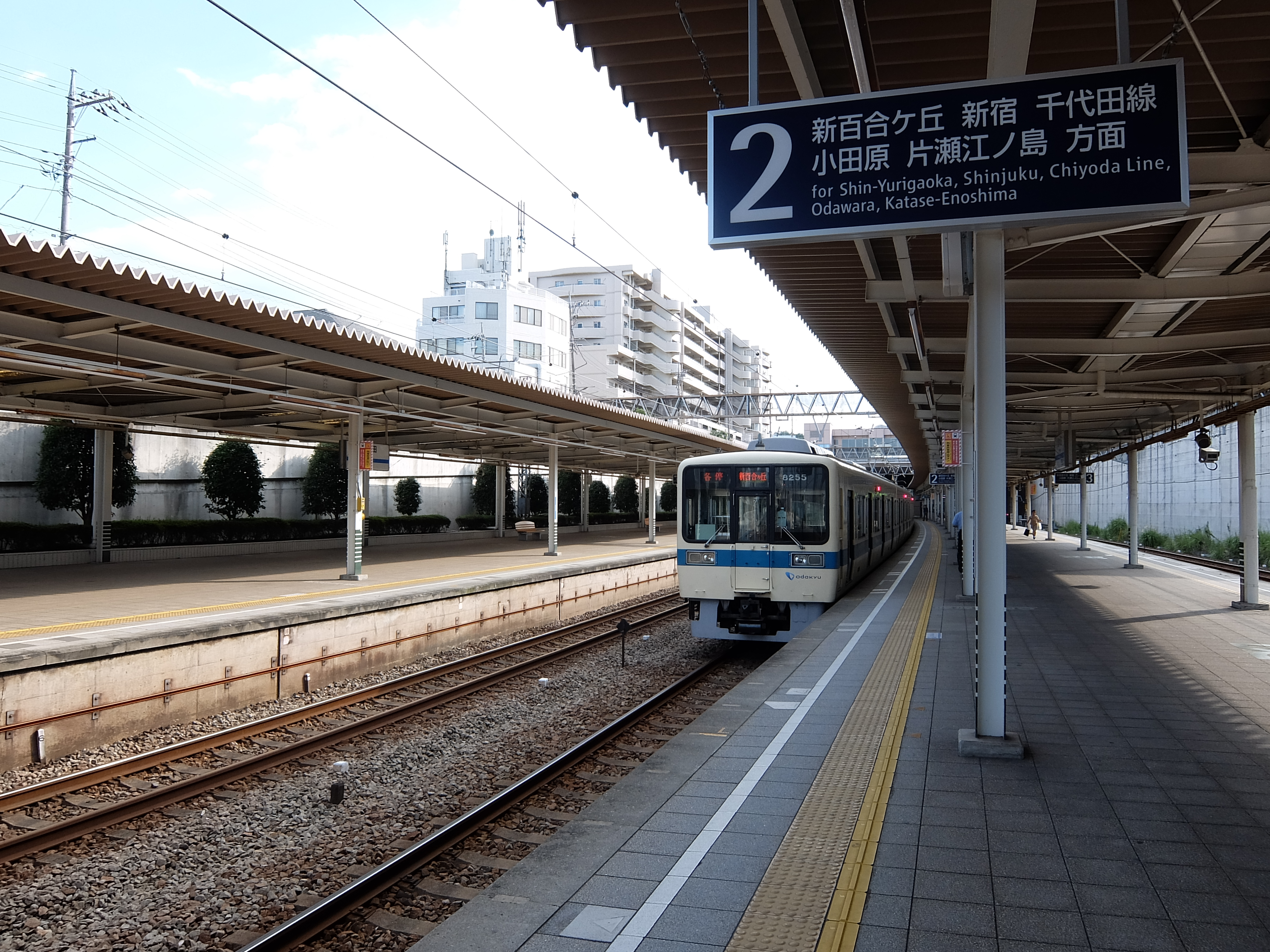
Ansicht der Bahnsteige
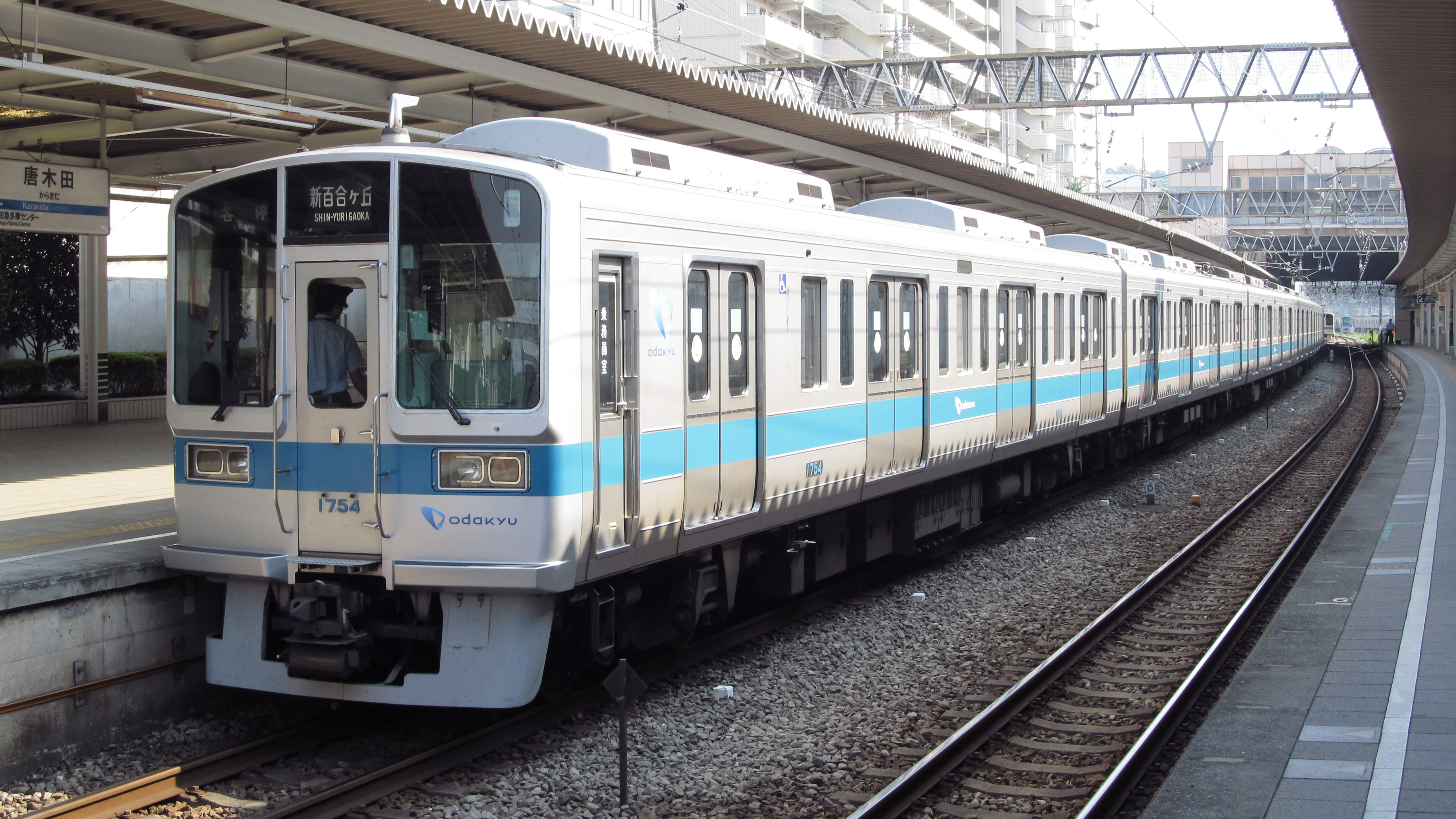
Triebzug der Baureihe 1000

## Gleise
| 1/2/3 | ▉ Odakyū Tama-Linie | Shin-Yurigaoka • Noborito • Yoyogi-Uehara • Shinjuku |

## Linien
| Verlauf der Odakyū Tama-Linie                                                                           |
| --- |
| Shin-Yurigaoka • Satsukidai • Kurihira • Kurokawa • Haruhino • Odakyū-Nagayama • Tama-Center • Karakida |

## Geschichte
Seit 1975 reichte die Odakyū Tama-Linie bis zum Bahnhof Tama-Center im Zentrum der Tama New Town. Die Strecke hätte in Richtung Sagamihara weitergebaut werden sollen, doch die Ölkrise führte zu einer stark gesunkenen Nachfrage nach neuen Wohnungen. Aus diesem Grund erhielten die westlichen Teile dieser Planstadt eine weniger dichte Bebauung als ursprünglich geplant. Zwölf Jare später beschloss die Odakyū Dentetsu, die Tama-Linie zumindest anderthalb Kilometer weit nach Karakida zu verlängern, um einen neu entstehenden Stadtteil zu erschließen und eine zusätzliche Abstellanlage zu errichten. Die Bauarbeiten begannen im Dezember 1987. Da der Bauplatz für die Abstellanlage in hügeligem Terrain lag, musste bis zu 25 Meter tief gegraben werden. Dabei wurden rund 760.000 Kubikmeter Erdreich entfernt und in 15 Metern Tiefe 329 Pfeiler in den Boden gerammt, die als Stützwand dienen. Die Eröffnung des Bahnhofs erfolgte am 27. März 1990.
Die Städte Machida und Sagamihara streben den Weiterbau der Tama-Linie an und verabschiedeten im Mai 2014 ein entsprechendes Memorandum. Sie soll bis 2027 eröffnet werden, wenn die Magnetschwebebahn Chūō-Shinkansen in Betrieb gehen wird. Die Gleise sind bereits so ausgerichtet, dass eine Verlängerung ohne größere Probleme möglich wäre. Allerdings gibt es Bedenken, dass die Nachfrage nicht genügend groß wäre, um eine Förderung durch den Staat zu rechtfertigen.

## Sonstiges
Der Bahnhof Karakida ist ein Drehort in der dreiteiligen Fernsehverfilmung der Mangareihe Der Mann meines Bruders. 